# Eryma modestiforme
Espèce
Eryma modestiforme est une espèce éteinte de crustacés décapodes fossiles, du Jurassique supérieur (Tithonien) en Europe.
Elle est le type du genre Eryma et a été décrite initialement par Ernst Friedrich von Schlotheim sous le nom de Macrourites modestiformis .

## Synonymie
- Eryma leptodactylina [2]
- Macrourites modestiformis